# Fred Hoiberg
Fredrick Kristian „Fred“ Hoiberg (* 15. Oktober 1972 in Lincoln, Nebraska) ist ein US-amerikanischer ehemaliger Basketballspieler und jetziger -trainer. Zuletzt war er als Cheftrainer bei den Chicago Bulls beschäftigt.

## Highschool und College
In seiner Zeit an der Ames Highschool in Iowa war Hoiberg nicht nur im Basketballteam der Schule aktiv, sondern agierte zugleich auch noch als Quarterback der Footballmannschaft. 1991 führte Hoiberg sein Team zur Staatsmeisterschaft und wurde dafür zum „Mr. Basketball“ in Iowa gewählt. Anschließend wechselte er an die Iowa State University. Seine ersten drei Jahre dort spielte er unter Johnny Orr, sein letztes Collegejahr unter Tim Floyd.
Hoiberg wurde 1995 in das First Team der Big Eight Conference gewählt und war einer der beliebtesten Sportler aller Zeiten an der Iowa State University. Bei der Bürgermeisterwahl 1993 in Ames erhielt er gar einige Stimmen als „Write-In“, obwohl er gar nicht auf dem Wahlzettel stand. Daraufhin bekam er den Spitznamen „The Mayor“.

## NBA
Hoiberg nahm am NBA-Draft 1995 teil und wurde an 52. Stelle von den Indiana Pacers gezogen. Nach vier Jahren bei den Pacers, wechselte er im Sommer 1999 zu den Chicago Bulls, wo er von seinem alten Coach Tim Floyd trainiert wurde. Im Sommer 2003 wechselte er schließlich zu den Minnesota Timberwolves, wo er sich einen Namen als gefährlicher Drei-Punkte-Schütze machte. So war er 2005 der erste Spieler in der Geschichte der NBA, der die Liga in der Trefferquote von der Drei-Punkte-Linie anführte und trotzdem nicht am Drei-Punkte-Contest des All-Star-Days teilnehmen durfte.

## Trainerkarriere
Im Sommer 2005 musste Hoiberg sich einer Operation am Herzen unterziehen. Zwar war die Operation erfolgreich, doch nach einem kurzen Comeback, entschied sich Hoiberg seine Karriere zu beenden und stattdessen in den Trainerstab der Timberwolves zu wechseln. Im April 2010 übernahm er den dann Job des Headcoaches an der Iowa State University, wo er Greg McDermott beerbte. Ab der Saison 2015/16 war Hoiberg Headcoach bei den Chicago Bulls und damit Nachfolger von Tom Thibodeau. Am 3. Dezember 2018 trennten sich die Bulls von Hoiberg nach einem Saisonstart mit 5:19 Spielen. In seiner Zeit bei den Bulls führte Hoiberg die Bulls lediglich 2017 in die Playoffs.